# Greenfield (New Hampshire)
Greenfield – miasto w Stanach Zjednoczonych, w stanie New Hampshire, w hrabstwie Hillsborough.